# دیرین‌آبگیرشناسی
دیرین‌آبگیرشناسی (به انگلیسی: Paleolimnology) (از یونانی: παλαιός، palaios، "دیرین، باستان"، λίμνη، limne، "دریاچه"، و λόγος، logos، "مطالعه") یک رشته علمی فرعی است که نزدیک به آبگیرشناسی و دیرین‌بوم‌شناسی است. مطالعات دیرین‌آبگیرشناسی بر بازسازی محیط‌های گذشته آب‌های داخلی (مانند دریاچه‌ها و نهرها) با استفاده از رکوردهای زمین‌شناسی، به‌ویژه با توجه به رویدادهایی مانند تغییر اقلیم، مغذی شدن، اسیدی شدن و فرآیندهای رشدشناسی درونی تمرکز دارد.
مطالعات دیرین‌آبگیرشناسی عمدتاً با استفاده از تجزیه و تحلیل خواص فیزیکی، شیمیایی و کانی‌شناسی رسوب‌ها یا رکورد زیست‌شناختی مانند گرده‌های فسیلی، دیاتومه‌ها یا پشه‌های بی‌نیش انجام می‌شود.